# اندام لامی

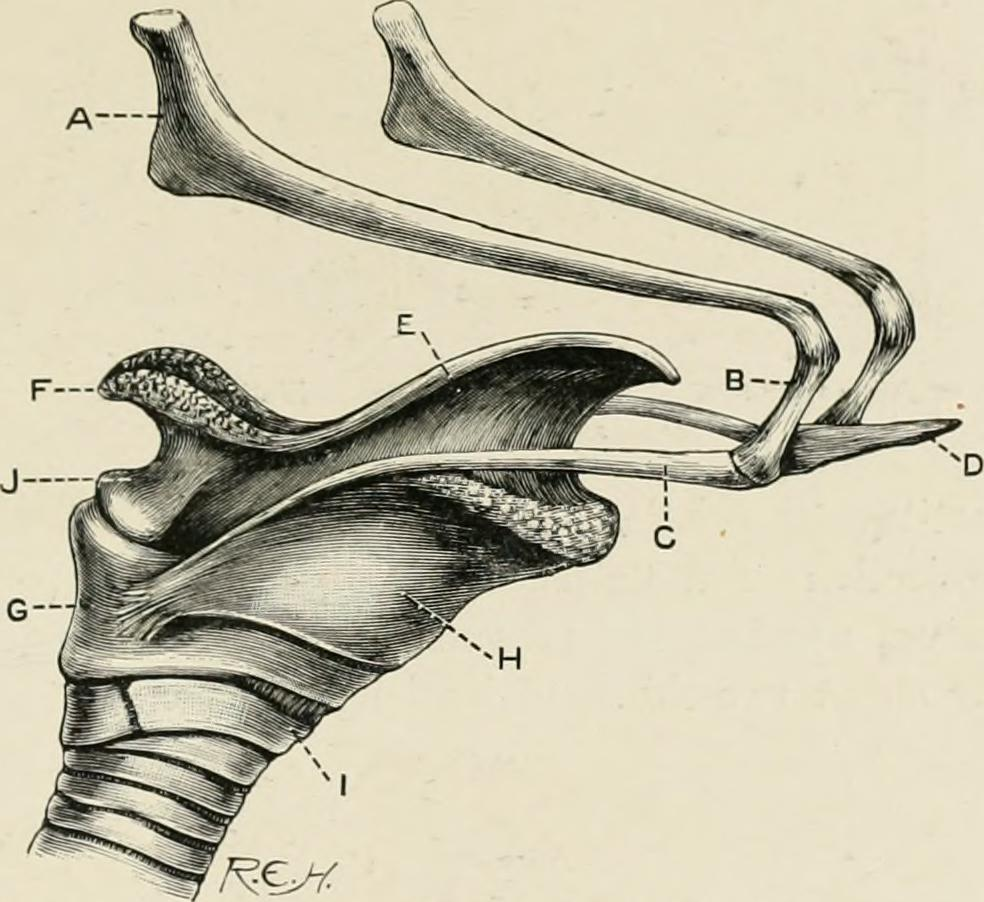
اندام لامی

در علم جانورشناسی، اندام لامی به مجموعه‌ای از ۵ استخوان اطلاق می‌شود که وظیفه به حرکت درآوردن زبان جانوران را بر عهده دارد.
در مطالعه فیزیولوژیک بدن انسان، استخوان لامی، عضوی است که عملکردی مشابه اندام لامی سایر جانوران، انجام می‌دهد.